# Cáceres (Antioquia)
Pour les articles homonymes, voir Cáceres.
Cáceres est une municipalité située dans le département d'Antioquia, en Colombie.